# 稻荷山站
稻荷山站（日语：／ Inariyama eki */?）是位於日本長野縣長野市篠之井鹽崎的東日本旅客鐵道（JR東日本）篠之井線鐵路車站。

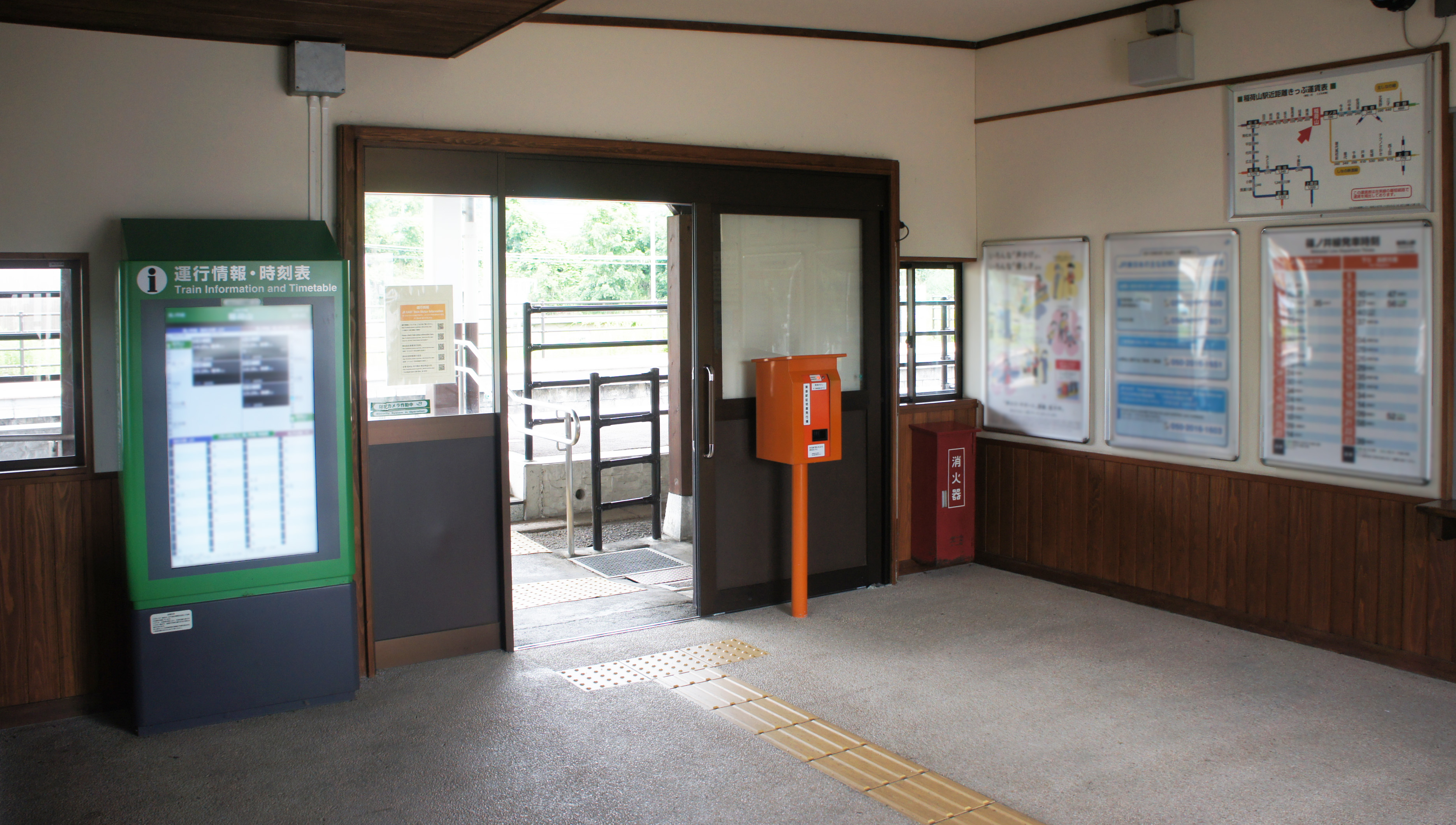
車站內部（2021年7月）

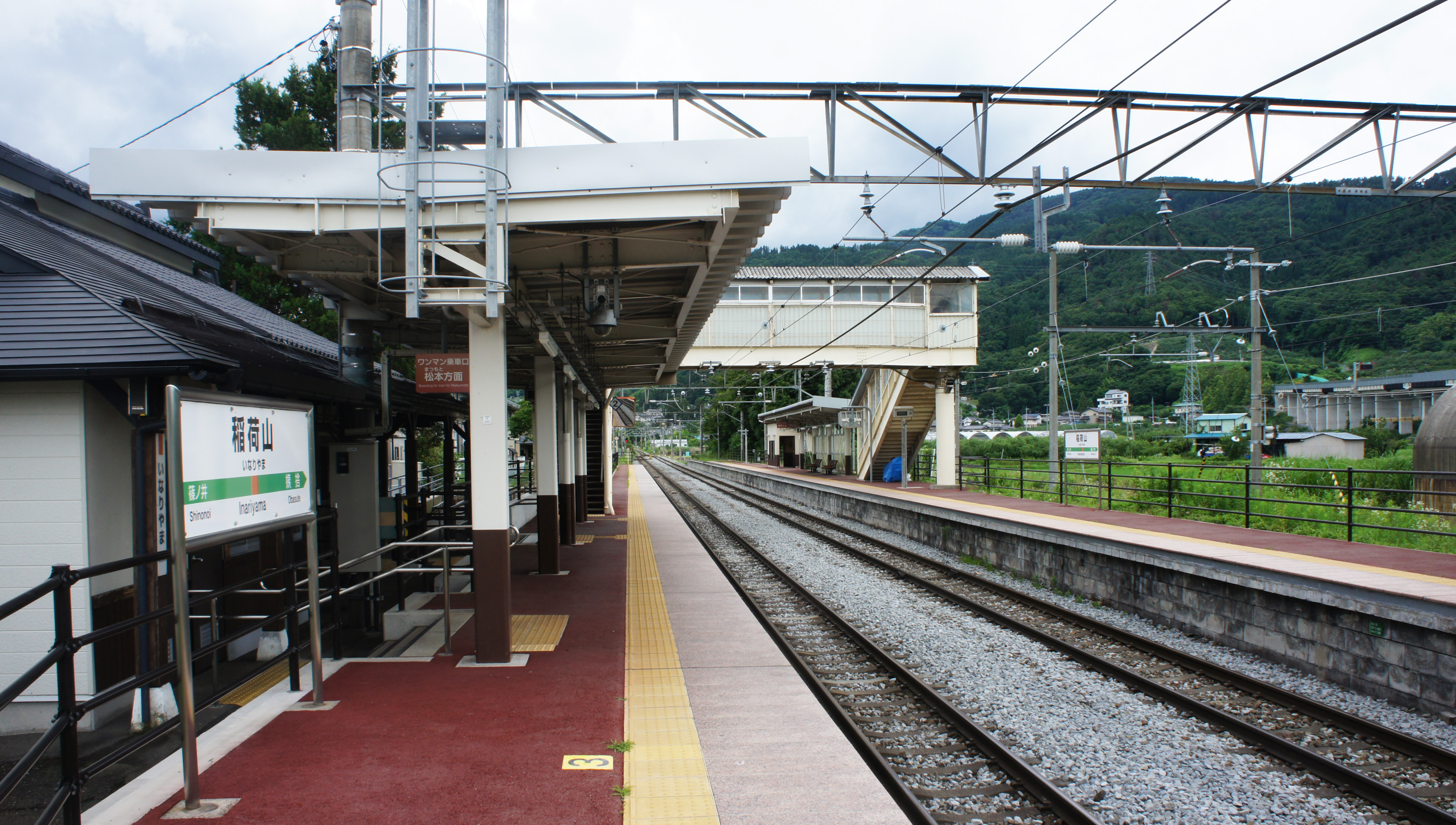
月台（2021年7月）

## 車站結構
對向式月台2面2線的地面車站，兼設有自由通道和跨線天橋。

### 月台配置
| 月台 | 路線      | 方向 | 目的地           |
| ---- | --------- | ---- | ---------------- |
| 1    | ■篠之井線 | 上行 | 松本、鹽尻方向   |
| 2    | ■篠之井線 | 下行 | 篠之井、長野方向 |

## 車站周邊
- 長野自動車道
- 稻荷山宿
- 长谷寺

## 历史
- 1900年（明治33年）11月1日：開業。
- 1971年（昭和46年）12月10日：貨運業務停止辦理。
- 1987年（昭和62年）4月1日：國鐵分割民營化，成為東日本旅客鐵道的一個車站。
- 2013年（平成25年）9月：站舍立面改造工程完成。

## 相鄰車站
東日本旅客鐵道
■篠之井線
□快速（下行方向部分列車通過）
聖高原－姨捨（上行方向部分列車停靠）－稻荷山－篠之井
■普通（包括「水篶」）
姨捨－（桑之原信號場）－稻荷山－篠之井